# Porzuna
Porzuna è un comune spagnolo di 3 742 abitanti situato nella comunità autonoma di Castiglia-La Mancia.